# Regering-Casimir-Périer
De regering-Casimir-Périer was tussen 3 december 1893 en 22 mei 1894 de regering van Frankrijk. De regering stond onder leiding van premier Jean Casimir-Perier.

## Regering-Casimir-Périer3 december1893–22 mei1894
- Jean Casimir-Perier - Premier en minister van Buitenlandse Zaken
- Auguste Mercier - Minister van Oorlog
- David Raynal - Minister van Binnenlandse Zaken
- Auguste Burdeau - Minister van Financiën
- Antoine Dubost - Minister van Justitie
- Jean Marty - Minister van Handel, Industrie en Koloniën (tot 3.12.1893)
  - Jean Marty - Minister van Handel, Industrie, Posterijen en Telegrafie
  - Ernest Boulanger - Minister van Koloniën
- Eugène Spuller - Minister van Onderwijs, Schone Kunsten en Kerkelijke Zaken
- Albert Viger - Minister van Landbouw
- Charles Jonnart - Minister van Openbare Werken